# Jorge Pérez Durán
Jorge Pérez Durán (Orizaba, 17 januari 1980) is een Mexicaans voetbalscheidsrechter. Hij is sinds 2014 aangesloten bij de wereldvoetbalbond FIFA. Ook leidt hij wedstrijden in de Mexicaanse nationale competitie en is hij een scheidsrechter bij de Noord-Amerikaanse voetbalbond. Durán leidde op 29 oktober 2011 zijn eerste wedstrijd in het betaald voetbal in de Apertura van de Primera División de Mexico tussen Club Tigres en Santos Laguna (2–1). Op 3 juli 2015 werd hij door de CONCACAF aangesteld voor zijn eerste interland: Durán floot de vriendschappelijke interland tussen de Verenigde Staten en Guatemala (4–0). In de oefenwedstrijd in het LP Field (Nashville), voor de VS ter voorbereiding op de CONCACAF Gold Cup 2015, deelde hij vijf gele kaarten uit; tweemaal kende Durán aan de Amerikanen een strafschop toe, waarvan één door Jozy Altidore werd gemist.

## Interlands
| Datum            | Wedstrijd                    | Uitslag | Competitie        | Kreeg geel | Kreeg voor de tweede keer geel en dus rood | Weggestuurd |
| ---------------- | ---------------------------- | ------- | ----------------- | ---------- | ------------------------------------------ | ----------- |
| 3 juli 2015      | Verenigde Staten – Guatemala | 4 – 0   | Vriendschappelijk | 5          | 0                                          | 0           |
| 15 december 2015 | Costa Rica – Nicaragua       | 1 – 0   | Vriendschappelijk | 6          | 0                                          | 0           |

## Statistieken
| Seizoen         | Competitie      | Wedstrijden | Kaarten    | Kaarten                                    | Kaarten     |
| Seizoen         | Competitie      | Wedstrijden | Kreeg geel | Kreeg voor de tweede keer geel en dus rood | Weggestuurd |
| --------------- | --------------- | ----------- | ---------- | ------------------------------------------ | ----------- |
| 2011/12         | Liga MX         | 20          | 100        | 3                                          | 3           |
| 2012/13         | Liga MX         | 28          | 128        | 5                                          | 6           |
| 2013/14         | Liga MX         | 19          | 91         | 4                                          | 5           |
| 2014/15         | Liga MX         | 24          | 111        | 5                                          | 2           |
| 2015/16         | Liga MX         | 14          | 60         | 0                                          | 3           |
| Carrière totaal | Carrière totaal | 105         | 490        | 17                                         | 20          |